# Streaming Songs
Streaming Songs — еженедельно публикуемый американским журналом Billboard хит-парад наиболее популярных песен и музыкальных видеоклипов, транслируемых на ведущих музыкальных онлайн-сервисах по запросу пользователя. Чарт является одним из трёх компонентов, наряду с ротациями на радио (Hot 100 Airplay) и продажами (Digital Songs и Hot Digital Tracks), по которым оценивают популярность песен в чарте Billboard Hot 100.
Билл Верде, редактор журнала Billboard, говорил, что двухлетние переговоры с YouTube и успех «Harlem Shake» побудили руководство журнала к обновлению политики музыкальных чартов. 19 января 2013 года песня американского рэпера Macklemore и музыканта Райана Льюиса — «Thrift Shop» стала первой композицией, возглавившей чарт Streaming Songs.

## Рекорды

### Песни по числу недель на № 1
- 20 недель

«Old Town Road» — Lil Nas X при участии Billy Ray Cyrus (2019)
- 16 недель

«Despacito» — Луис Фонси и Дэдди Янки при участии Джастина Бибера (2017)
- 14 недель

«Panda» — Desiigner (2016)
«Rockstar» — Post Malone при участии 21 Savage (2017-18)
- 13 недель

«Wrecking Ball» — Майли Сайрус (2013-14)
«Fancy» — Игги Азалия при участии Charli XCX (2014)
- 12 недель

«Uptown Funk» — Марк Ронсон при участии Бруно Марса (2015)
«Closer» — The Chainsmokers при участии Холзи (2016)
- 11 недель

«We Can’t Stop» — Майли Сайрус (2013)
«God’s Plan» — Дрейк (2018)
- 10 недель

«All About That Bass» — Меган Трейнор (2014-15)
«Watch Me» — Silentó (2015)
«Bad and Boujee» — Migos при участии Lil Uzi Vert (2016-17)
Источник:

### Наивысшие результаты стриминга
- 143 миллиона, «Old Town Road» — Lil Nas X при участии Billy Ray Cyrus (20 апреля 2019)
- 116.2 миллиона, «In My Feelings» — Drake (28 июля 2018)
- 103.1 миллиона, «Harlem Shake» — Baauer (2 марта 2013)
- 101.7 миллиона, «God’s Plan» — Дрейкe (3 марта 2018)
- 93.8 миллиона, «Thank U, Next» — Ариана Гранде (15 декабря 2018)
- 84.5 миллиона, «Look What You Made Me Do» — Тейлор Свифт (16 сентября 2017)
- 69.6 миллиона, «Despacito» — Луис Фонси и Дэдди Янки при участии Джастина Бибера (17 июня 2017)
- 69.6 миллиона, «This Is America» — Childish Gambino (26 мая 2018)
- 67.4 миллиона, «Humble.» — Кендрик Ламар (6 мая 2017)
- 65.8 миллиона, «Fefe» — 6ix9ine при участии Ники Минаж и Murda Beatz (11 августа 2018)
- 61.6 миллиона, «Hello» — Адель (14 ноября 2015)
- 51.9 миллиона, «All I Want for Christmas Is You» — Мэрайя Кэри (5 января 2019)

Источник:
| - 7 песен — Дрейк - 4 — Джастин Бибер - 3 — Майли Сайрус - 3 — Тейлор Свифт - 2 — Кэти Перри - 2 — PSY - 2 — Рианна - 2 — Бейонсе - 2 — Эд Ширан - 2 — Бруно Марс - 2 — Карди Би - 2 — Эминем - 2 — Канье Уэст - 2 — Кендрик Ламар - 2 — Трэвис Скотт - 2 — Post Malone | - 34 недели — Дрейк - 28 — Джастин Бибер - 25 — Майли Сайрус - 16 — Луис Фонси - 16 — Дэдди Янки - 15 — Post Malone - 14 — Desiigner - 14 — 21 Savage - 13 — Игги Азалия - 13 — Charli XCX - 13 — Бруно Марс |